# Henochilus wheatlandii
Henochilus
Genre
Espèce
Henochilus wheatlandii, unique représentant du genre Henochilus, est une espèce de poissons d'eau douce de la famille des Bryconidae (ordre des Characiformes).

## Répartition
Henochilus wheatlandii est endémique du Brésil et se rencontre dans les bassins du rio Mucuri (en) et du rio Doce.

## Description
Henochilus wheatlandii peut mesurer jusqu'à 413 mm, queue non comprise. Cette espèce se nourrit de plantes.

## Classification
Le genre Henochilus et l'espèce Henochilus wheatlandii ont été décrits en 1890 par le zoologiste américain Samuel Garman (1843–1927),.

## Étymologie
Le nom générique, Henochilus, combinaison des termes en grec ancien ἕν, hen, « un », et χεῖλος, kheĩlos, « lèvre », et fait référence à la présence d'une lèvre à la mâchoire inférieure mais pas à la supérieure.
L'épithète spécifique, wheatlandii, a été donnée en l'honneur du naturaliste américain Henry Wheatland (d) (1812-1893) pour « son intérêt amical et sa sympathie envers l'ichtyologie et les ichtyologistes ».    

## Publication originale
- (en) S. Garman, « On a genus and species of the characines (Henochilus Wheatlandii, gen. n. et sp. n.) », Bulletin of the Essex Institute, Salem (États-Unis), vol. 22, nos 4-6,‎ 1890, p. 49-52 (ISSN 0732-4952, lire en ligne, consulté le 28 novembre 2023).